# Acampyloneurus aruensis
Acampyloneurus aruensis är en stekelart som först beskrevs av Roy D. Shenefelt 1978.  Acampyloneurus aruensis ingår i släktet Acampyloneurus och familjen bracksteklar. Inga underarter finns listade i Catalogue of Life.